# Сонячна сільська рада (Волноваський район)
Сонячна сільська рада (до 2016 року — Краснівська) — орган місцевого самоврядування у Волноваському районі Донецької області. Адміністративний центр — село Сонячне.

## Населені пункти
Сільській раді підпорядковані населені пункти:
- с. Сонячне
- с. Знаменівка

## Склад ради
Рада складається з 12 депутатів та голови.

## Керівний склад сільської ради
| ПІБ                       | Основні відомості                                                         | Дата обрання | Дата звільнення |
| ------------------------- | ------------------------------------------------------------------------- | ------------ | --------------- |
| Ролинська Віра Василівна  | Сільський голова, 1965 року народження, освіта, позапартійна              | 26.03.2006   | 31.10.2010      |
| Улитич Олексій Михайлович | Сільський голова, 1964 року народження, освіта вища, член Партії регіонів | 31.10.2010   |                 |

Примітка: таблиця складена за даними джерела